# 入声
入声（にっしょう、にゅうせい）は、古代中国語の声調（四声）のうち、音節末子音が内破音 [p̚]、[t̚]、[k̚] で構成され、短く詰まって発音される音節を調類としたものをいう。韻尾の分類からは入声韻と呼ばれ、陰声韻（母音）・陽声韻（鼻音 [m]、[n]、[ŋ]）と対立する。仄声に属する（仄声には他に上声と去声がある）。中古音では明確にこの音素を持っていたと考えられるが、現代中国語では方言によっては変化・消滅し、標準中国語（普通話および国語）では完全に失われている。
「入声」の名称については、英語でも文字通り直訳でentering toneと訳される場合もあるが、「入」は内実を表すのではなく、その代表字である。そのため英語では内容を表す意訳としてchecked toneとも訳される。

## 方言に残る入声
台湾語などの閩南語では -p、-t、-k、-h があり、 -h は声門閉鎖音 [ʔ] を表す。調値によって8種（実質的には7種）に分けた場合の第4声（陰入）と第8声（陽入）を取る。但し、-h については連続変調により第2声、第3声を取ることもある。 -h は語によって他方言の -p、-t、-k、陰声韻（母音）、陽声韻（鼻音）に対応する。
粤方言の代表的な方言である広東語では -p、-t、-k があり、調値によって6種に分けた場合の第1声（陰入［上陰入］）・第3声（中入［下陰入］）・第6声（陽入）の3つの段位声調のほか、第2声と同じ調値の高昇変調（超入）を取る語（「鹿 luk2」「郵局 yau4guk2」など）がある。断音だが、長母音と結び付く場合（「鴨 aap3/ngaap3」など）もある。
客家方言では -p、-t、-k があり、調値によって6種に分けた場合の第5声（陰入）と第6声（陽入）を取る。
贛方言では -t、-k（-p は一部地域のみ残存）があり、調値によって5種に分けた場合の第4声（陰入）と第5声（陽入）を取る。
呉方言（上海語など）・北方方言の一部（晋語など）・閩方言の一部（閩東語など）では声門閉鎖音 [ʔ] として残っており、上海語では、調値によって5種に分けた場合の第4声（陰入）と第5声（陽入）を取る。
官話方言・湘方言では、音節末子音が消滅したものの調値の違いだけが残る例（南京官話・長沙語など）もある。

## 周辺言語に残る入声
ベトナム語では、-p、-t、-c、-ch があり、第3声（thanh sắc (鋭調) / thanh sắc tắc (鋭促調)［陰入］）と 第6声 
（thanh nặng (重調) / thanh nặng tắc (重促調)［陽入］）のみを取る。軟口蓋音 -c は、鼻音 -ng と同様、一部が、硬口蓋音 (-ch、鼻音 -nh) に変化（硬口蓋化）している（単母音 a, ê, i(y) に後続する時）。
朝鮮語では、-p（終声ㅂ）、-l（終声ㄹ）、-k（終声ㄱ） があり、-t が -l に変化している。ただし、朝鮮語の発音規則により、後ろに音節がある時に、「욕망」（欲望、yongmang ← yokmang）や「십오」（十五、sibo ← sip-o）のように鼻音（鼻音化）や初声（連音化）として発音する場合もある。
ハングル創製時の訓民正音での「入声」の扱いについては、終声を全清・次清・全濁、つまり理論上はㄱ, ㅋ, ㄲ, ㄷ, ㅌ, ㄸ, ㅂ, ㅍ, ㅃ, ㅈ, ㅊ, ㅉ, ㅅ, ㅆ, ㆆ, ㅎ, ㆅのいずれかとして短く終わる音節とし、終声を不清不濁のㆁ, ㄴ, ㅁ, ㅇ, ㄹ, ㅿのいずれかとする「平上去声」と区別した。訓民正音における朝鮮語の「平声」・「上声」・「去声」は、当時の中期朝鮮語の高低アクセントの低調・低高調・高調を表していると考えられ、それに応じて傍点を付けるのに対し、訓民正音における朝鮮語の「入声」は傍点の付け方も一定せず、「平声」・「上声」・「去声」のいずれに似ているかによって傍点を付けるものとされており、本質的には「平声」・「上声」・「去声」のいずれかである。以上挙げられている訓民正音でいう「入声」となる17種の終声のうち、独自の音価を有しており、当時の文献で多用されたのはㄱ, ㄷ, ㅂ, ㅅのみであり、残りは字母として表記されてもその4音のいずれかに中和されたり、あるいは当時の文献に用例のないものであった。また、漢字音のt入声は現実の伝来漢字音では終声ㄹに対応しているが、これについては、訓民正音ではこれでは「入声にならない」としてㄷ終声とすべきだとし、その一方で東国正韻では入声の閉鎖音的な特性を持たせるためにㆆを付け加えて終声をㅭとしていた（以影補来）が、いずれも人工的な音で現実の漢字音を反映しているものではなかった。
日本語の漢字音における音読みでは、-i か-u の母音が挿入され、字音仮名遣で[フ・ク・ツ・チ・キ]で終わるものがほぼ入声であると考えてよい。これらは学校が「ガクコウ」ではなく、「ガッコウ」に、十個が「ジュウコ（←ジフコ）」ではなく、かつては「ジッコ」現在では多く「ジュッコ」となるように、無声子音の前では、促音化するなど元の形の近い音価を残している。室町時代には-tの入声があり、例えば「念仏」はNembut、「念仏は」はNembuttaと発音された。現代語でも、「雪隠」set-in などにその名残が見られる。入声は仄声に属するため、「フクツチキに平字無し」という言葉がある。
| 親字         | 推定中古音 | 呉音   | 漢音 | 普通話 | 閩語/福州語 | 粵語/広州語   | 客家語 | 贛語   | 呉語/上海語 | 南京官話   | 湘語/長沙語 | 晋語   | 朝鮮語  | ベトナム語 |
| ------------ | ---------- | ------ | ---- | ------ | ----------- | ------------- | ------ | ------ | ----------- | ---------- | ----------- | ------ | ------- | ---------- |
| 合           | [ɣʌp]      | ゴフ   | カフ | hé     | [haʔ˥]      | hap⁹ (hap⁶)   | hap⁶   | [hot̚]  | [ɦəʔ]       | ho⁵ [xo˥]  | ho⁶         | [xaʔ]  | hap 합  | hợp        |
| 十           | [dʑip]     | ジフ   | シフ | shí    | [sɛiʔ˥]     | sap⁹ (sap⁶)   | sṳp⁶   | [set̚]  | [zəʔ]       | shr⁵ [ʂʅ˥] | shy⁶        | [səʔ]  | sip 십  | thập       |
| 佛           | [but]      | ブツ   | フツ | fó     | [huʔ˥]      | fat⁹ (fat⁶)   | fut⁶   | [fut̚]  | [vəʔ]       | fu⁵ [fu˥]  | fu⁶         | [fəʔ]  | bul 불  | phật       |
| 八           | [pæt]      | ハチ   | ハツ | bā     | [paiʔ˨˦]    | baat⁸ (baat³) | pat⁵   | [pat̚]  | [paʔ]       | ba⁵ [pa˥]  | ba⁶         | [paʔ]  | pal 팔  | bát        |
| 易（かえる） | [jæk]      | ヤク   | エキ | yì     | [iʔ˥]       | yik⁹ (yik⁶)   | yit⁶   | [ik̚]   | [iɪʔ]       | i⁵ [i˥]    | i⁶          | [iəʔ]  | yeok 역 | dịch       |
| 客           | [kʰæk]     | キャク | カク | kè     | [kʰaʔ˨˦]    | haak⁸ (haak³) | hak⁵   | [kʰak̚] | [kaʔ]       | kä⁵ [kʰɛ˥] | ke⁶         | [kʰaʔ] | gaek 객 | khách      |

## 現代中国語との関係
現代中国語（普通話）の声調と入声の関係は、清音については統一した法則が無いが、濁音に関しては大体において全濁（有声破裂音・摩擦音）が第二声、次濁（鼻音・流音）が第四声となっている。統計によると入声が普通話で第四声となったものは40%、第二声となったものは31%、第一声となったものは21%、第三声となったものは8%となっている。
なお、現代の普通話と国語では、一部の入声字の発音が異なる。例：突 tū（普通話）tú（国語）、淑 shū（普通話）shú（国語）、寂 jì（普通話）jí（国語）、息 xī（普通話）xí（国語）。